# Красное Село (Московская область)
Красное Село — деревня в городском округе Шаховская Московской области.

## Население
| 1859 | 1926 | 2002 | 2006 | 2010 |
| ---- | ---- | ---- | ---- | ---- |
| 144  | ↗178 | ↘51  | ↗55  | ↘36  |

## География
Деревня расположена в южной части округа, примерно в 12 км к югу от райцентра Шаховская, на правом берегу реки Рузы, высота центра над уровнем моря 213 м. Ближайшие населённые пункты — Середа на юге, Кстилово на юго-востоке и Дятлово — на севере. Через деревню проходит региональная автодорога 46К-1123 Тверь — Уваровка.
В деревне останавливается пять маршрутов автобусов, следующих до Шаховской.

## Исторические сведения
На карте Московской губернии 1860 года Ф. Ф. Шуберта — Кривое Село.
В 1769 году Кривое Село — деревня Хованского стана Волоколамского уезда Московской губернии, принадлежала Коллегии экономии (ранее — Левкиеву монастырю). В деревне 10 дворов и 29 душ.
В середине XIX века деревня относилась к 1-му стану Волоколамского уезда и принадлежала Департаменту государственных имуществ. В деревне было 16 дворов, 70 душ мужского пола и 61 душа женского.
В «Списке населённых мест» 1862 года — казённая деревня 1-го стана Волоколамского уезда Московской губернии по правую сторону Московского тракта, шедшего от границы Зубцовского уезда на город Волоколамск, в 53 верстах от уездного города, при реке Рузе, с 19 дворами и 144 жителями (70 мужчин, 74 женщины).
По данным на 1890 год входила в состав Серединской волости, число душ мужского пола составляло 66 человек.
В 1913 году — 30 дворов.
По материалам Всесоюзной переписи населения 1926 года — деревня Брюхановского сельсовета, проживало 178 человек (73 мужчины, 105 женщин), велось 39 хозяйств (38 крестьянских), имелась школа.
С 1929 года — населённый пункт в составе Шаховского района Московской области.
На карте 1941 года — уже Красное Село.
1994—2006 гг. — деревня Серединского сельского округа Шаховского района.
2006—2015 гг. — деревня сельского поселения Серединское Шаховского района.
2015 г. — н. в. — деревня городского округа Шаховская Московской области.